# Membracis confusa
Membracis confusa är en insektsart som beskrevs av Leon Fairmaire. Membracis confusa ingår i släktet Membracis och familjen hornstritar. Inga underarter finns listade i Catalogue of Life.